# Język tabaru
Język tabaru (lub tobaru) – język zachodniopapuaski używany na wyspie Halmahera w archipelagu Moluków w Indonezji. Jego zasięg geograficzny obejmuje kecamatany Ibu, Jailolo i Oba w północnej części wyspy. Należy do grupy języków północnohalmaherskich.
C.L. Voorhoeve (1988) oszacował, że ma 10–15 tys. użytkowników. Dzieli się na wzajemnie zrozumiałe dialekty – adu i nyeku (kolejno „nizinny” i „górski”), przy czym głównym dialektem jest dialekt północny. Ludność Tabaru w rejonie miejscowości Tuada (na południe od Jailolo) wykształciła swój własny dialekt, odrębny od odmiany z dorzecza Ibu (uważanego za ojczyznę Tabaru). W użyciu jest także lokalny malajski wraz z językiem indonezyjskim. Pobliskie języki to gamkonora, sahu i waioli.
Posługuje się nim grupa etniczna Tabaru. Wśród samych użytkowników preferowana jest forma Tabaru, natomiast nazwą Tobaru posiłkują się inne społeczności językowe; tej drugiej używa również Voorhoeve w swoich pracach.
Pewne informacje nt. tego języka (materiały gramatyczne i tekstowe) wydał J. Fortgens w 1928 roku (Grammaticale aantekeningen van het Tabaroesch) . Powstała też literatura religijna (przekład Biblii, pieśni). Kolejne badania prowadził od 1988 r. E.A. Kotynski wraz z żoną. W tym okresie sporządzono opracowanie dot. fonologii i morfologii (Tabaru phonology and morphology, 1988 ) oraz podręcznik językowy (Nou, Pomakata-tabaru, 1991). Tabaru jest zapisywany alfabetem łacińskim.